# Танагра-білозір
Танагра-білозір (Chlorochrysa) — рід горобцеподібних птахів родини саякових (Thraupidae). Представники цього роду мешкають в Південній Америці.

## Види
Виділяють три види:
- Танагра-білозір зелена (Chlorochrysa phoenicotis)
- Танагра-білозір колумбійська (Chlorochrysa nitidissima)
- Танагра-білозір чорногорла (Chlorochrysa calliparaea)

## Етимологія
Наукова назва роду Chlorochrysa походить від сполучення слів дав.-гр. χλωρος — зелений і χρυσος — золотий.